# Diana Award
The Diana Award reconoce la labor de jóvenes que trabajan para mejorar la vida de otros. El Premio es el más prestigioso galardón que una persona joven entre los 9-25 años puede recibir por su acción social o trabajo humanitario. Establecido en honor de Diana, Princesa de Gales en 1999 por un comité presidido por Gordon Brown.
El premio fue lanzado por el ex Primer ministro de Reino Unido Gordon Brown en honor de Diana, Princesa de Gales. Los actuales patrocinadores del The Diana Award incluyen al ex Primer ministro David Cameron, Dame Julia Samuel, anterior Primer Ministro escocés Jack McConnell y Esther Rantzen.
La organización es un legado benéfico a la creencia de Diana, de que los jóvenes tienen el poder de cambiar el mundo. El propósito del the Diana Award es celebrar y apreciar el trabajo que los jóvenes hacen en la sociedad – aquellos que son jóvenes embajadores, líderes, humanitarios, defensores medioambientales, líderes en los deportes y quienes inspiran a otros. La visión es empoderar a jóvenes para cambiar el mundo, promoviendo una cultura que celebra a jóvenes de todas las esferas de la sociedad quiénes han hecho una contribución desinteresada a la misma.
Sus Altezas Reales el Principe Guillermo, Duque de Cambridge y el Príncipe Harry, Duque de Sussex regularmente asisten a los eventos del The Diana Award en honor a su madre Diana, Princesa de Gales.
Ganadores del premio incluyen a Kanchan Amatya, Angelo Cardona, Georgina Lara Booth, Asafa Powell, y Aishwarya Sridhar.